# Енгельмар Унцайтіг
Енгельмар Унцайтіг (нім. Engelmar Unzeitig 1911 — 1945) — німецький католицький священник, блаженний.

## Біографія
Народився 1 березня 1911 року в селянській родині в селі Грайденфорд (сьогодні — Градец-над-Світавоу). У 1928 році вступив до місіонерської конгрегації «Місіонери з Маріангілла». Після закінчення богословського курсу був висвячений 6 серпня 1939 року. Деякий час служив вікарієм в селі Звонкова в окупованій Чехословаччина. Під час своїх проповідей виступав проти нацистського режиму і закликав допомагати євреям.
21 квітня 1941 року його заарештовало Гестапо. Шість тижнів перебував у в'язниці в Лінці, а 8 червня 1941 року відправлений до концентраційного табору Дахау. Наприкінці 1944 року в Дахау спалахнула епідемія тифу і він попросився доглядати за хворими. Незабаром заразився і помер 2 березня 1945 року за кілька днів до звільнення табору американськими військами. Ув'язнені відокремили його тіло від інших померлих і таємно винесли його за територію табору.
З 1968 року його мощі знаходяться в церкві Найсвятішого Серця Ісуса в Вюрцбурзі.

## Прославлення
26 липня 1991 року розпочався процес його зарахування до лику блаженних. 3 липня 2009 папа Франциск підтвердив його героїчні чесноти. 24 вересня 2016 року відбулася його беатифікація, яку проголосив у Вюрцбурзі кардинал Анджело Амато .